# Brønnøysund
Brønnøysund város Norvégia középső részén, Nordland megyében. A város Brønnøy község központja. Brønnøysund  város lakosainak száma 5093 fő (2024), míg a közigazgatási Brønnøy községi területnek 7826 fő.

## Elhelyezkedése
Brønnøysund Norvégia nyugati partvidékén, szigetekkel körülvett keskeny félszigeten fekvő város. A környékét vizek veszik körbe. A félszigettől nyugati irányba még több sziget is található, a közeliekre utak vezetnek át. A Bronnoysund közúti híd (Bronnoysundbrua) 1979 óta köti össze a Torget szigetet a szárazfölddel Bronnoysund városánál.

## Története
A viking korszakban, a Torghatten hegy lábánál fekvő Torgar törzsfőnöki székhely és fontos kereskedelmi központ volt a tengerparton. A város neve az ó-norvég Brunney vagy brunnur szóból származik, ami kutat jelent és a tengerészek tudták, hogy itt édesvízre lelhetnek. A hely első említése a 14. század elejéről származik. Annak ellenére, hogy Brønnøysund régóta lakott volt, városként csak a 20. század elején alakult meg. A lakossága folyamatos növekedést mutat, 2000. évben még csak 4184 lakosa volt a városnak, ez a szám 24 év alatt 909 fővel (+21,7%) emelkedett.

## Gazdasági szerepe
Brønnøysund Helgeland déli részének térségi központja, amely kereskedelmi és közigazgatási téren is jelentős.
Brønnøysund legnagyobb foglalkoztatója a Brønnøysund Register, a kormányzatnak a vállalkozások nyilvántartására szolgáló részlege. 1980-ban hozták létre az első ingóságok nyilvántartását, ekkor még csak 14 alkalmazottal. 2001-től a Brønnøysund Nyilvántartási Központ a Kereskedelmi és Ipari Minisztérium alá tartozó kormányzati ügynökséggé vált. A 2020-as években a városban működő nyilvántartó központ az ország 17 legfontosabb nyilvántartását kezeli, 430 munkatársukkal az egyik legfontosabb ügynökség a digitális szolgáltatások fejlesztésén belül.
A város központjában található a több üzlettel rendelkező Havnesenteret bevásárlóközpont. A 2010-es évek elején Brønnøysund városközpontjában megvalósult építkezési projekt keretében 23 000 négyzetméternyi új kereskedelmi és irodaterület, valamint 71 lakás épült meg, a belvárosi Storgata utcában ezzel kibővítették a bevásárlóközpontot.
A városban nagy tengeri halfeldolgozó cég működik, illetve Észak-Európa legnagyobb mészkőbányája is itt található. A Torghatten ASA norvég kompokat és nagysebességű személyszállító hajókat üzemeltető hajózási társaság székhelye Brønnøysundban található. A magánvállalkozói szektort az építő- és gépipari, gépipari, kőipari, turisztikai és szolgáltató cégek alkotják.
A térség legnagyobb szálláshely szolgáltatója a modern Thon Hotel Brønnøysund, ezen kívül a Corner Hotel és a repülőtér közelében lévő Thon Hotel Torghatten tartozik a város szállodáihoz.
A településnek több kulturális épülete is van, mint például a Brønnøy mozi, a Brønnøy kulturális központ és a Brønnøy könyvtár. A településen minden évben számos fesztivált és rendezvényt tartanak, mint például a Rootsfestivalen, a Sommer-Melbu, a Torghattfestivalen és a Julemarkedet.
A városközponton kívül található farmon mintegy 400 fajta gyógynövény, 100 fajta rózsa és 1000 fajta kaktusz található. A régi gazdasági épületekben galéria és üzlet található.
A Vega-szigetek, amely az UNESCO Világörökség része, Brønnøysund-tól észak-nyugatra fekszik. Ide komppal lehet eljutni.

## Közlekedés
A város és környéke vasúton nem érhető el. Közúton a legközelebbi jelentősebb város Mosjøen 158 km-re fekszik. Az Fv17 számú Bodø - Steinkjer közötti útvonal, amit Norvégia part menti útvonalaként (Kystriksveien) ismernek a város mellett halad el.
A kikötőjében napi szinten megállnak a Hurtigruten parti expressz járat hajói.
Az 1968-ban megnyitott repülőtér, a Brønnøysund Airport, Brønnøy (IATA: BNN, ICAO: ENBN) mindössze 2 km-re található a várostól. Naponta több járat indul Trondheim és Bodø felé, illetve Oslo repülőterére is van közvetlen járat. 

## Képek

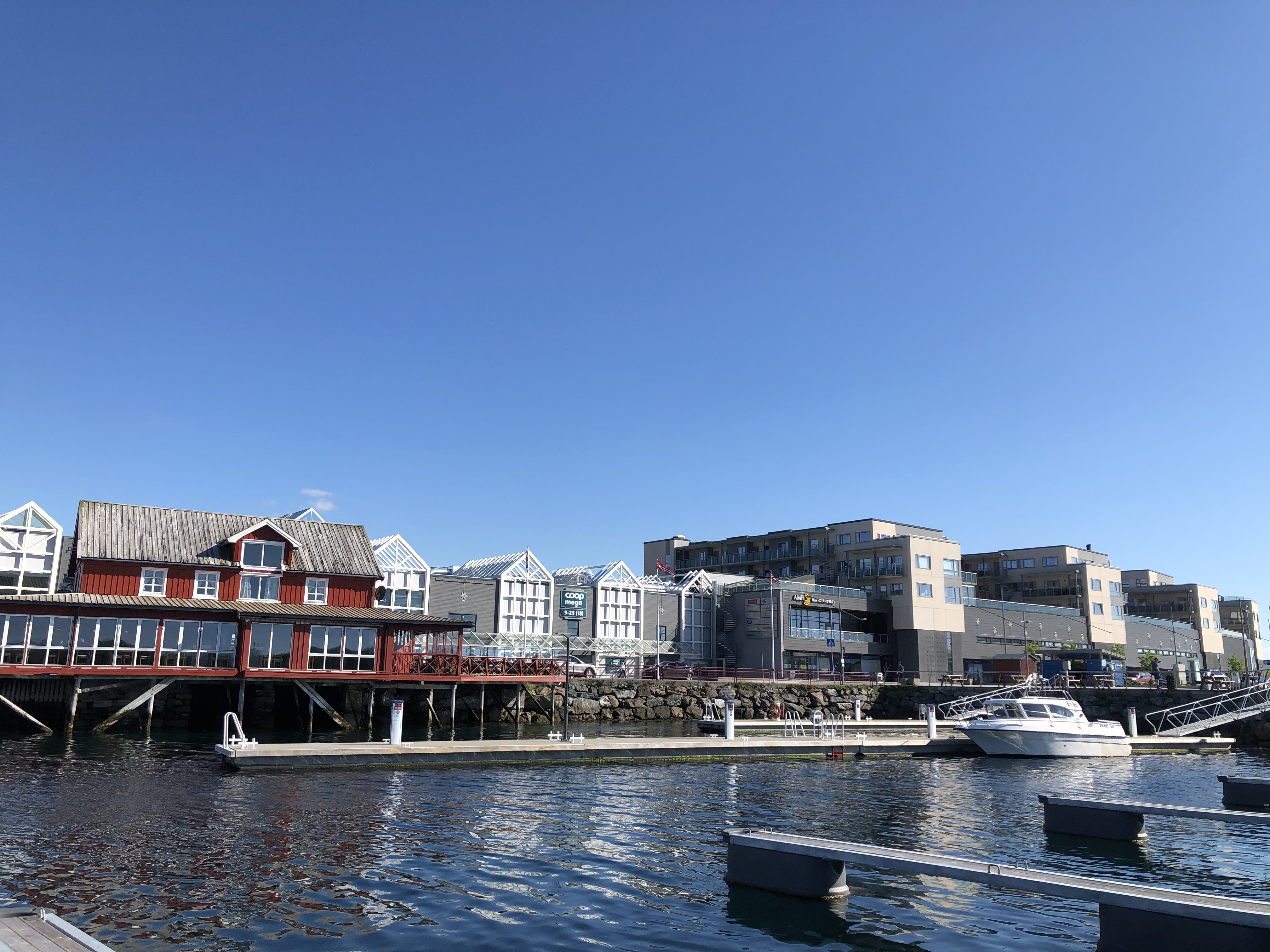
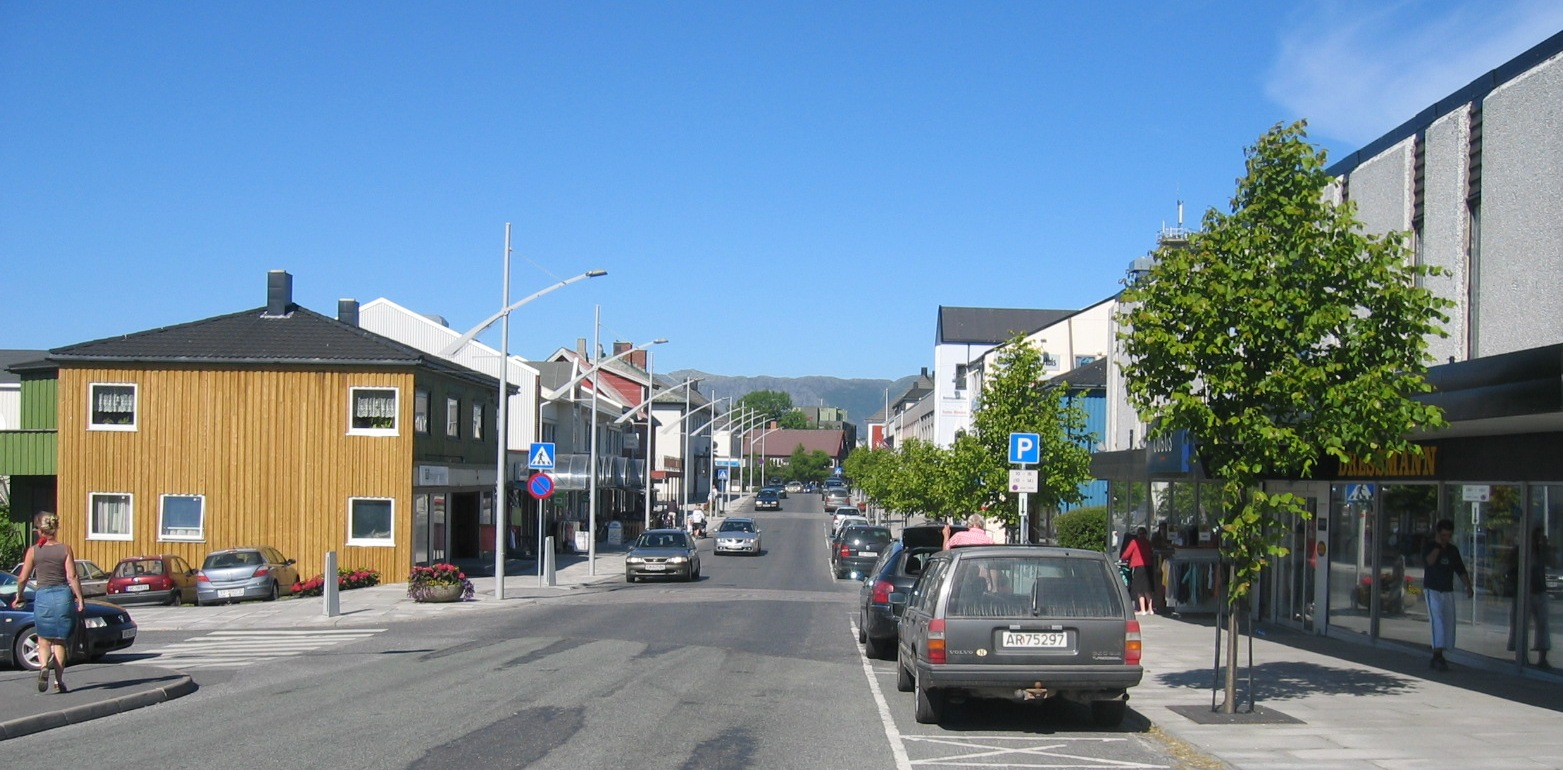
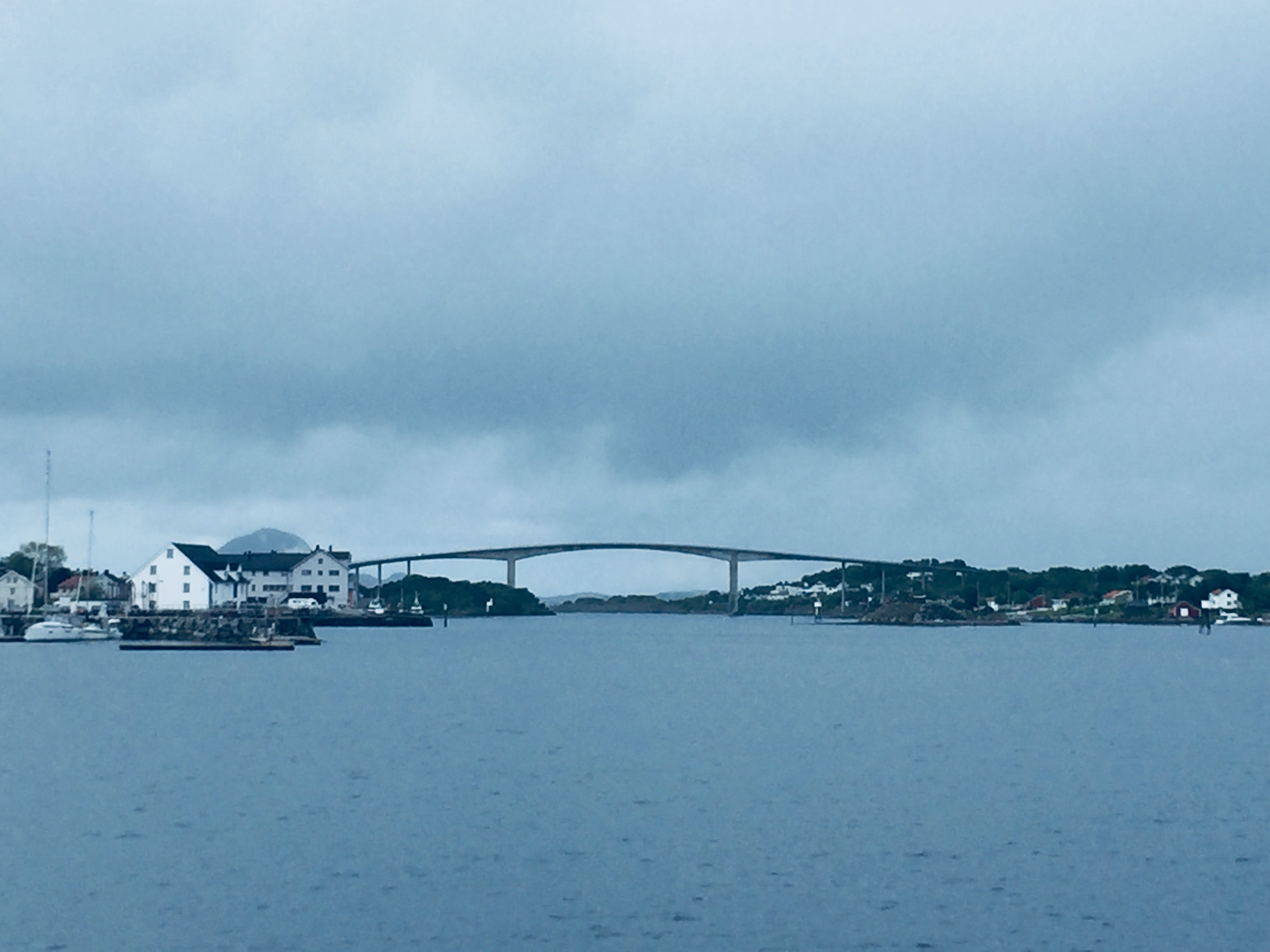
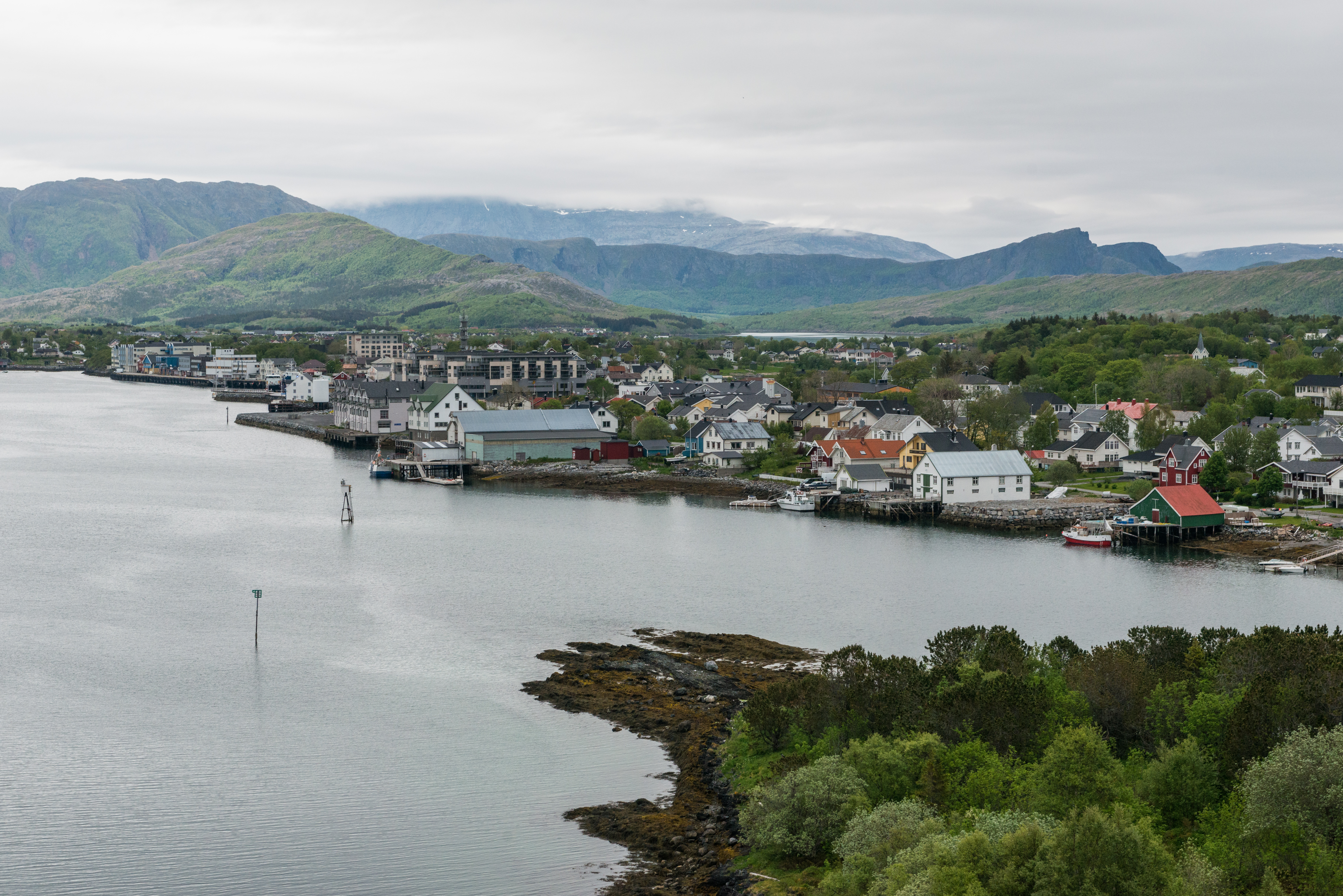